# Tod Howarth
Tod Howarth (San Diego, 24 de setembro de 1957) é um roqueiro norte-americano, conhecido como vocalista, tecladista e guitarrista da banda Frehley's Comet, liderado pelo ex-guitarrista do Kiss, Ace Frehley. A banda gravou três álbuns e produziu quatro videoclipes antes da formação ser finalmente dissolvida, com Frehley voltando aos esforços solo.
Começou sua carreira no início da década de 1980 com a banda de hard rock, 707. Ele também se apresentou com Cheap Trick e Ted Nugent e lançou quatro álbuns solo, o primeiro em 1995. Ele também forneceu vocais de fundo para o álbum Penetrator de Nugent em 1984, e o álbum da banda Loudness, Hurricane Eyes, em 1987.
Em 14 de dezembro de 2008, ele relançou uma versão acústica do clássico do Frehley's Comet, "Time Ain't Runnin' Out", exclusivamente em sua página do MySpace. Seu último álbum solo, "Opposite Gods", foi lançado independentemente em abril de 2010.[carece de fontes?]
Em junho de 2016, Howarth, junto com o ex-baixista do Frehley's Comet, John Regan, o ex-baterista do Skid Row, Rob Affuso, e o guitarrista Pat Gasperini, lançaram um álbum com o nome da banda Four By Fate. Intitulado Relentless, o álbum foi lançado pela The End Records.